# Белорусско-мальтийские отношения
Белорусско-мальтийские отношения — двусторонние дипломатические отношения между Белоруссией и Мальтой.

## История
Дипломатические отношения между странами установлены 16 февраля 1993 года. 9 июня 2011 года Посол Республики Беларусь в Итальянской Республике Евгений Андреевич Шестаков вручил верительные грамоты Президенту Мальты Джоржду Абеле в качестве Посла Республики Беларусь в Республике Мальта по совместительству. 21 июня 2012 года Почётным консулом Республики Беларусь в городе Валлетте назначен гражданин Мальты П. Фенех.

## Торговые отношения
В 2012 году белорусско-мальтийский товарооборот составил сумму 2,2 млн. долларов США. В этот же промежуток времени оборот торговли услугами между странами составил сумму 4,1 млн долларов. В первом полугодии 2013 года Мальта привлекла в виде инвестиций в экономику Белоруссии 0,6 млн долларов США.